# 万人斩
《万人斩》（英語：Killer Constable）是1980年上映的一部香港電影，由桂治洪执导，司徒安编剧，陈观泰等領銜主演。该电影主演讲述冷天鹰去抓盗贼的故事，该影片根据张彻执导的电影《铁手无情》进行改编。

## 劇情簡介
清朝年间，捕快冷天鹰被命令抓捕盗贼，然而却因为中计而受伤。其后，他又意外的遇到了盗贼首领的女儿，然后经过相处，二人互生情愫。
可就在这个时候，冷天鹰和盗贼首领相遇了，而他们为了不让女孩伤心，于是假装对她说他们是朋友。
在这之后，冷天鹰最终击杀了盗贼首领，而他最后也死在了一个机关上……

## 演员
- 陈观泰
- 谷峰
- 曹达华
- 雷达
- 江全
- 黄公武
- 吕红
- 金彪
- 权永文
- 泰山
- 梁尚云
- 山怪
- 谈瑛
- 夏萍
- 元华
- 林威
- 尤翠玲
- 艾飞
- 江岛

## 电影主题
- 该影片反映了清朝族人对于汉人的压迫。[9]电影历史学家大卫·博德威尔指出，该影片表现出来阶级斗争的残酷性，而这正如在桂以前的许多作品中一样[10]。而桂治洪也曾说过，“我只是想描绘平民是多么微不足道，以及如何，在极权统治下，他们变成了受害者”。

## 评价
该电影被誉为该片的导演的杰作之一，同时也是邵氏电影制片厂出品的最好的电影之一。同时，该作也被选为“八十年代邵氏最好的武侠电影之一” Digital Fix 的 John White 认为“这是邵氏兄弟制作的最好的电影之一”。香港影评人协会将该作列入“200部最佳华语电影”名单。
不过也有一些观众认为该作品有瑕疵。

## 備註
1. ↑  . 復旦大學出版社. 2006年.
2. ↑  .   [2022-10-10]. （原始内容存档于2019-02-25）.
3. ↑  Palmer, Bill; Palmer, Karen; Meyers, Richard. . 1995. ISBN 9780810830271.
4. ↑  . 1989. ISBN 9780943174143.
5. ↑  . movieworld.com.hk.   [22 February 2022]. （原始内容存档于5 December 2004）.
6. ↑  .   [2022-10-10]. （原始内容存档于2017-05-18）.
7. ↑  . Hong Kong Cinemagic.
8. ↑  Yau, Esther. . 28 April 2017. ISBN 9781474412681.
9. ↑  .   [2022-10-10]. （原始内容存档于2022-10-11）.
10. ↑  摘自Stephen Teo所著书籍《中国武术电影——武侠传统》

## 相關連結
- 互联网电影数据库（IMDb）上《万人斩》的资料（英文）
- 豆瓣电影上《万人斩》的資料 （简体中文）
- 香港影庫上《万人斩》的資料（繁體中文）
- 爛番茄上《万人斩》的資料（英文）